# پری جنوبی
پری جنوبی (نام علمی: Sternula nereis davisae) نام یک زیرگونه از گونه پرستوی دریایی پریوش است.